# Arpa (folyó)

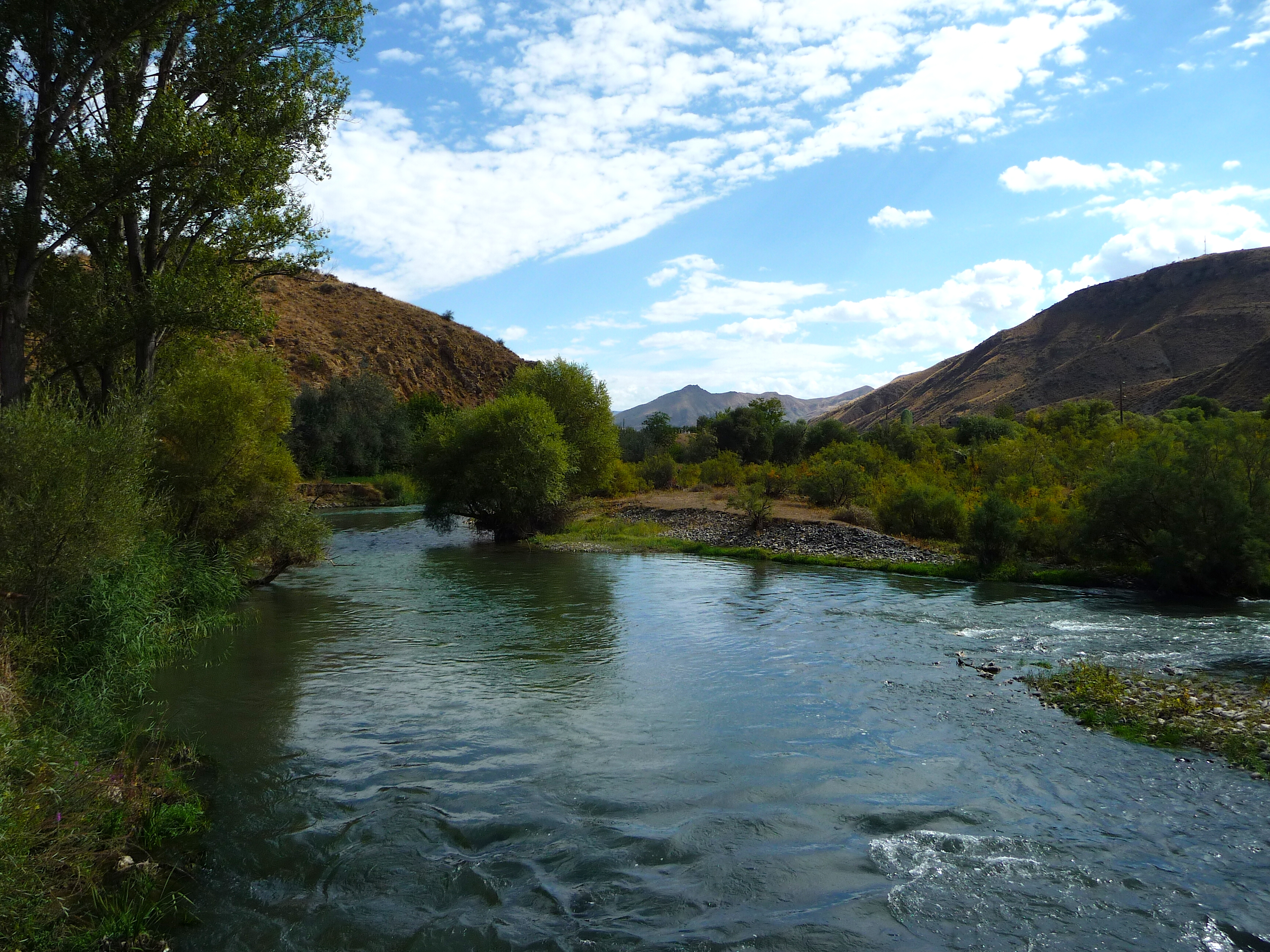
Az Arpa folyó látképe

Az Arpa (örményül: Արփա, azeriül: Arpaçay) folyó, amely Örményországon és az Azerbajdzsánhoz tartozó Nahicsevánon folyik keresztül. Az Araksz bal oldali mellékfolyója.

## Leírása
Az örmény Vajoc Dzor tartományban az Arcah-plató északnyugati részén ered mintegy 3200 méter tengerszint feletti magasságban. Sok városon halad keresztül, elsősorban szépségéről ismert.
Az Arpa hossza 128 km, ebből 90 km esik Örményország területére. Vízgyűjtő területének nagysága 2630 km². Magas falú szurdokokon folyik keresztül, Dzsermuk (Jermuk) város környékén bányák és vízesések kapcsolódnak hozzá. Völgye többnyire széles, végül alsó szakaszán az Araksz síkságát szeli át.
Főbb mellékfolyói jobb oldalról a Jermuk, a Herher, a Yeghegis és a Yelpin, bal oldalról az Ughedzor, a Kapuyt és a Gnishik. Vize elsősorban (57%-ban) olvadékvizekből származik. Április és június között árad, ennek maximuma májusban van. Átlagos vízhozama 21,6 m³/s (kb. 682 millió m³/év), a maximális 146 m³/s, a minimális pedig 6,2 m³/s.
Vizét öntözésre és áramtermelésre használják. Dzsermuknál, Azateknél és Jehegnadzornál szivattyútelepek létesültek mellette. Annak érdekében, hogy vizének egy részét a Szeván-tóba vezessék, megépítették a 48,3 km hosszú Arpa–Sevan víztechnikai alagutat. Az Areninél épült szivattyútelep és a Kechut-víztározó a folyó szabályozásának céljából épült meg.
Az Arpa szurdoka festői szépségű, de a folyó mellett található Areni település temploma, Moze város romjai, Gndevank, egy 13. században épült íves híd Agarakadzor közelében, valamint számos barlang és egyéb látnivaló.

## Galéria

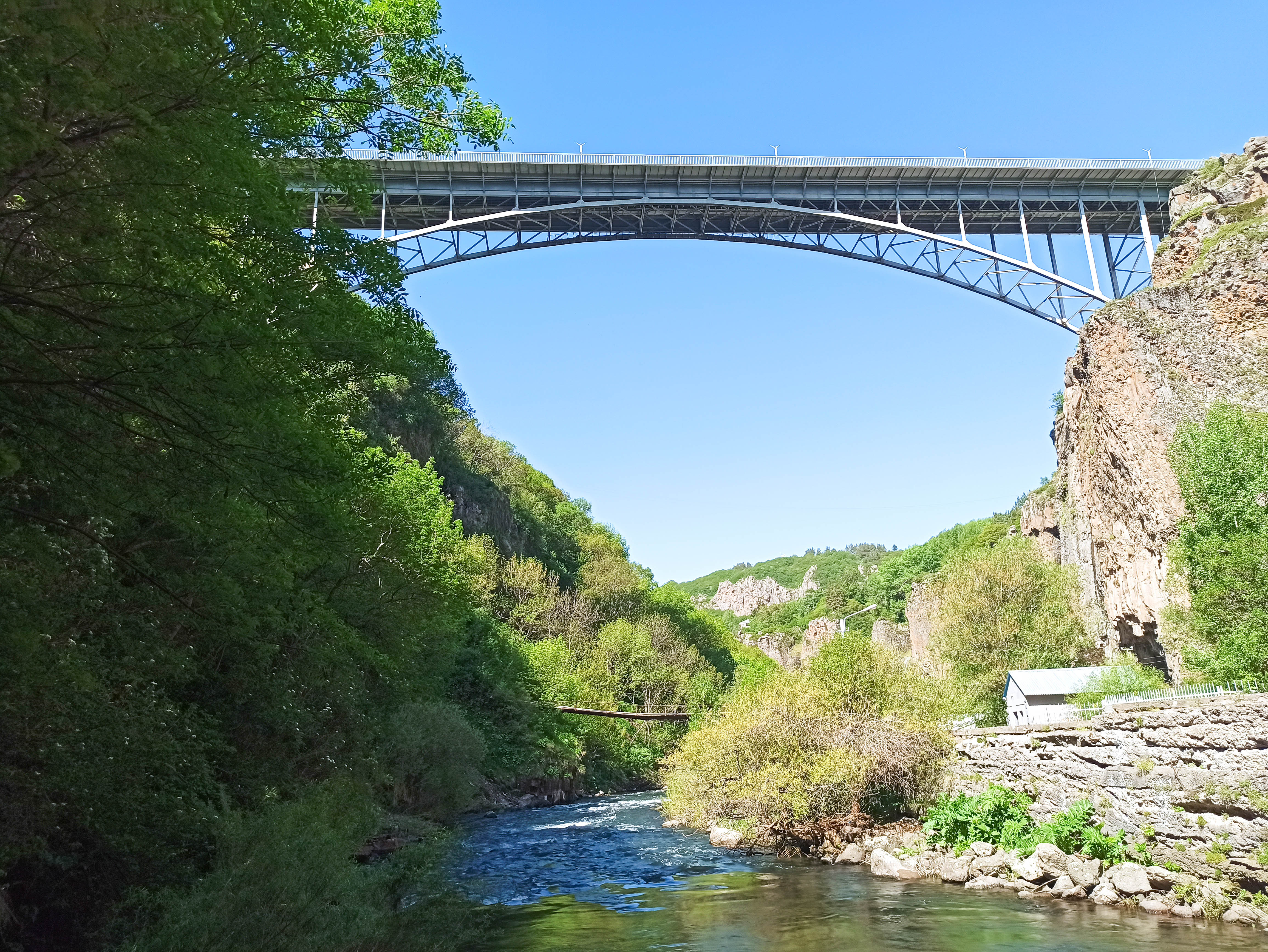
Az Arpa folyó hídja Dzsermuk közelében
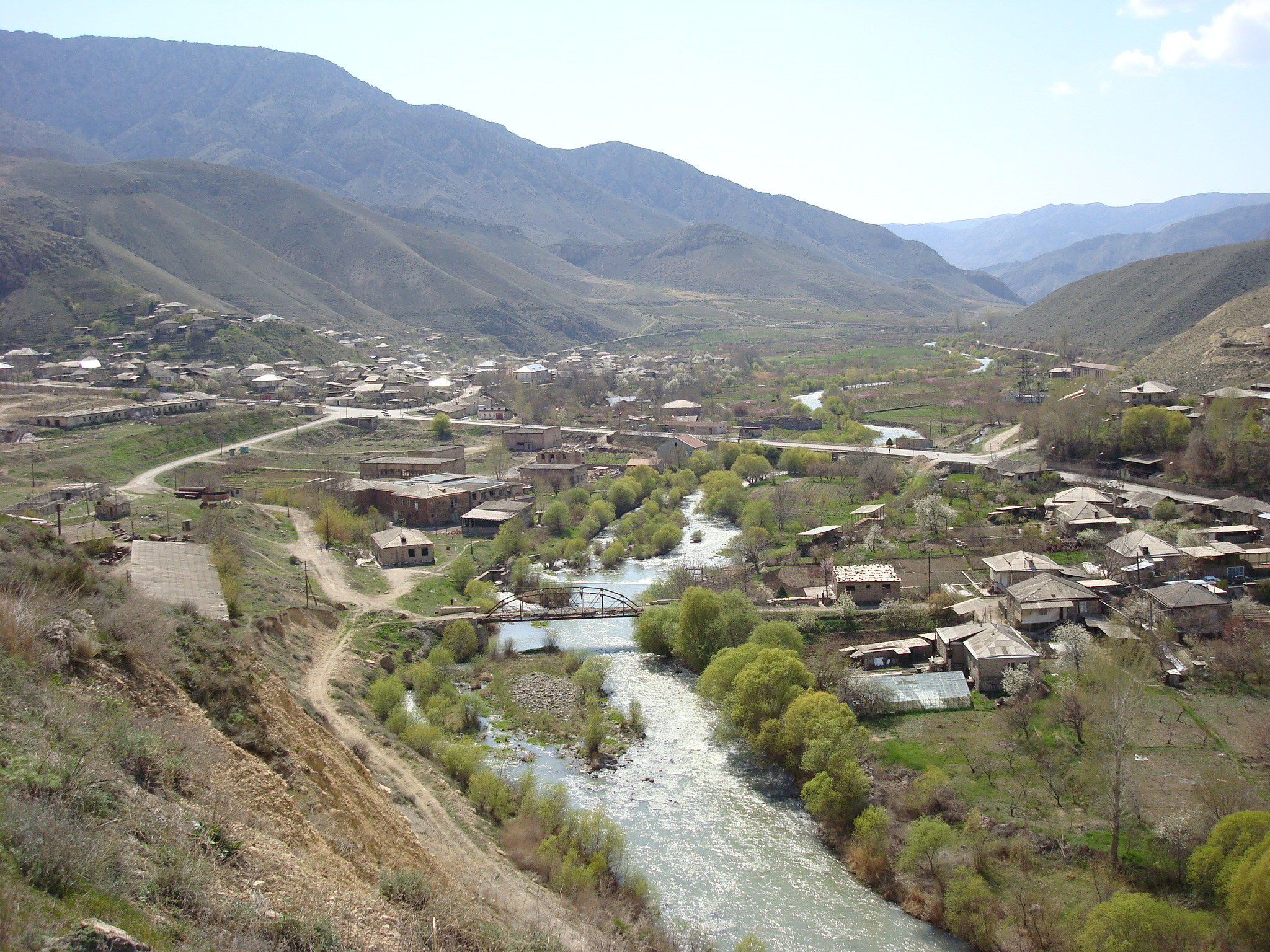
Az Areni településen átfolyó Arpa folyó
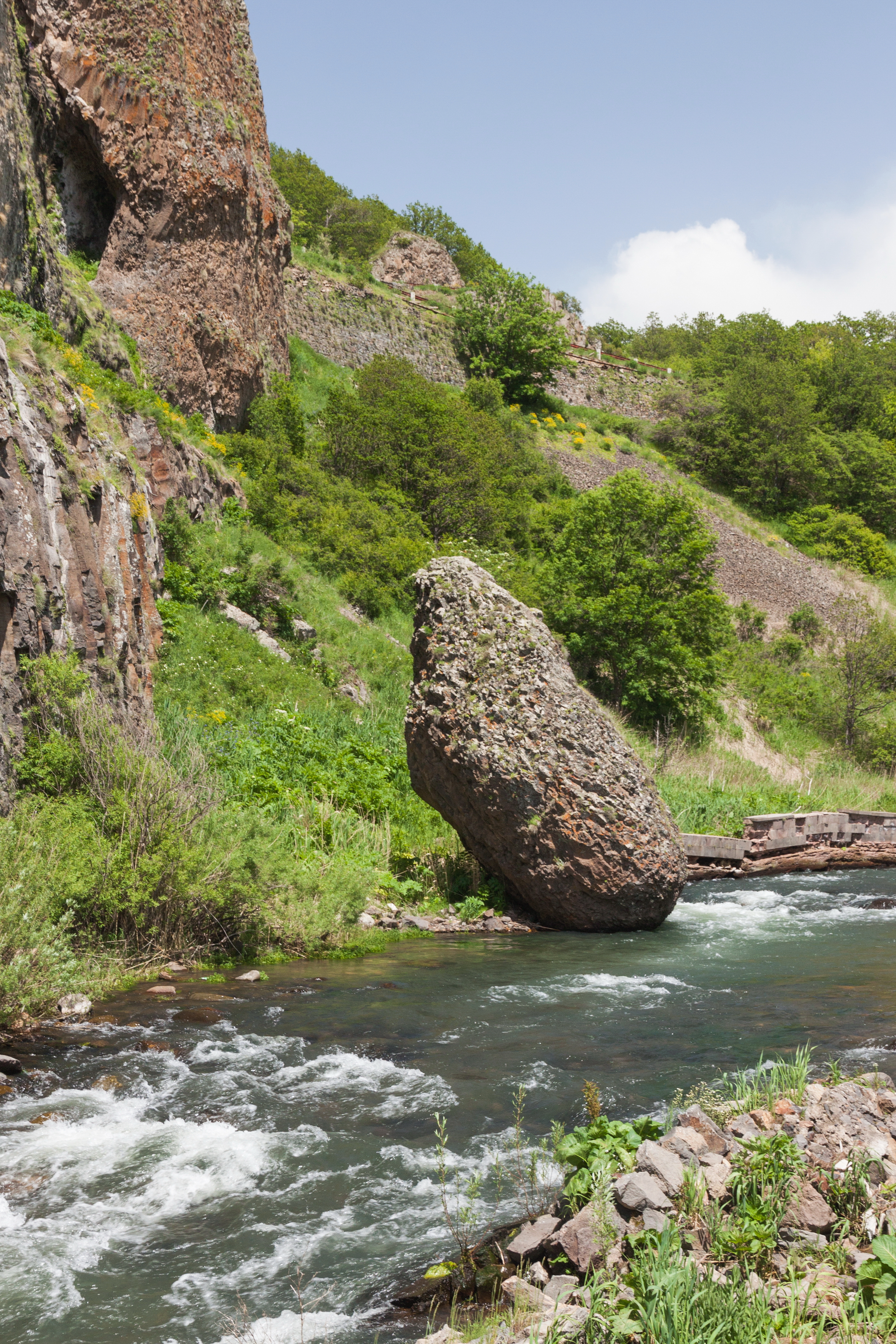
Az Arpa folyó  Dzsermuknál, Örményország Vayots Dzor tartományában
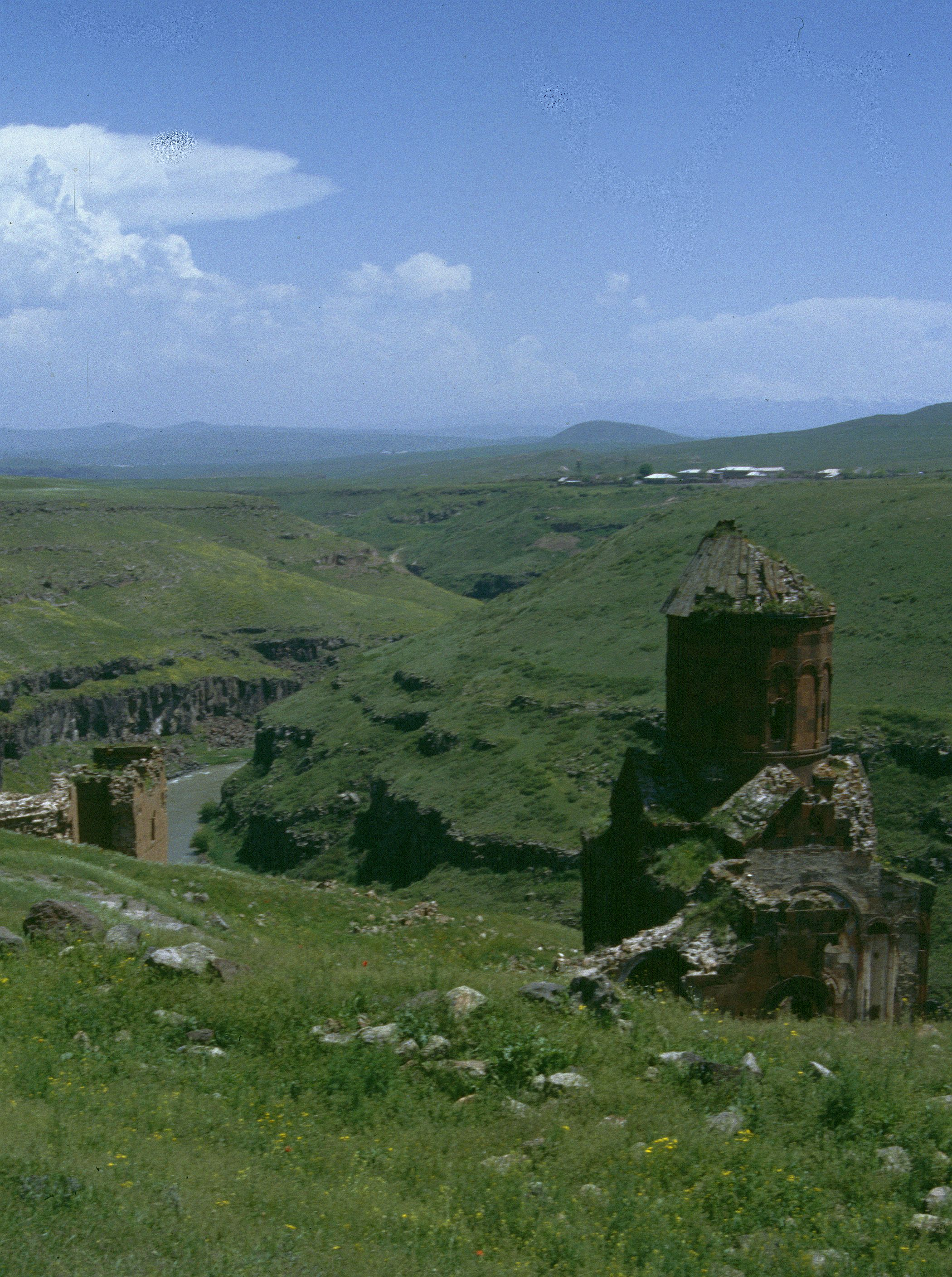
Az Arpa folyó egy szakasza
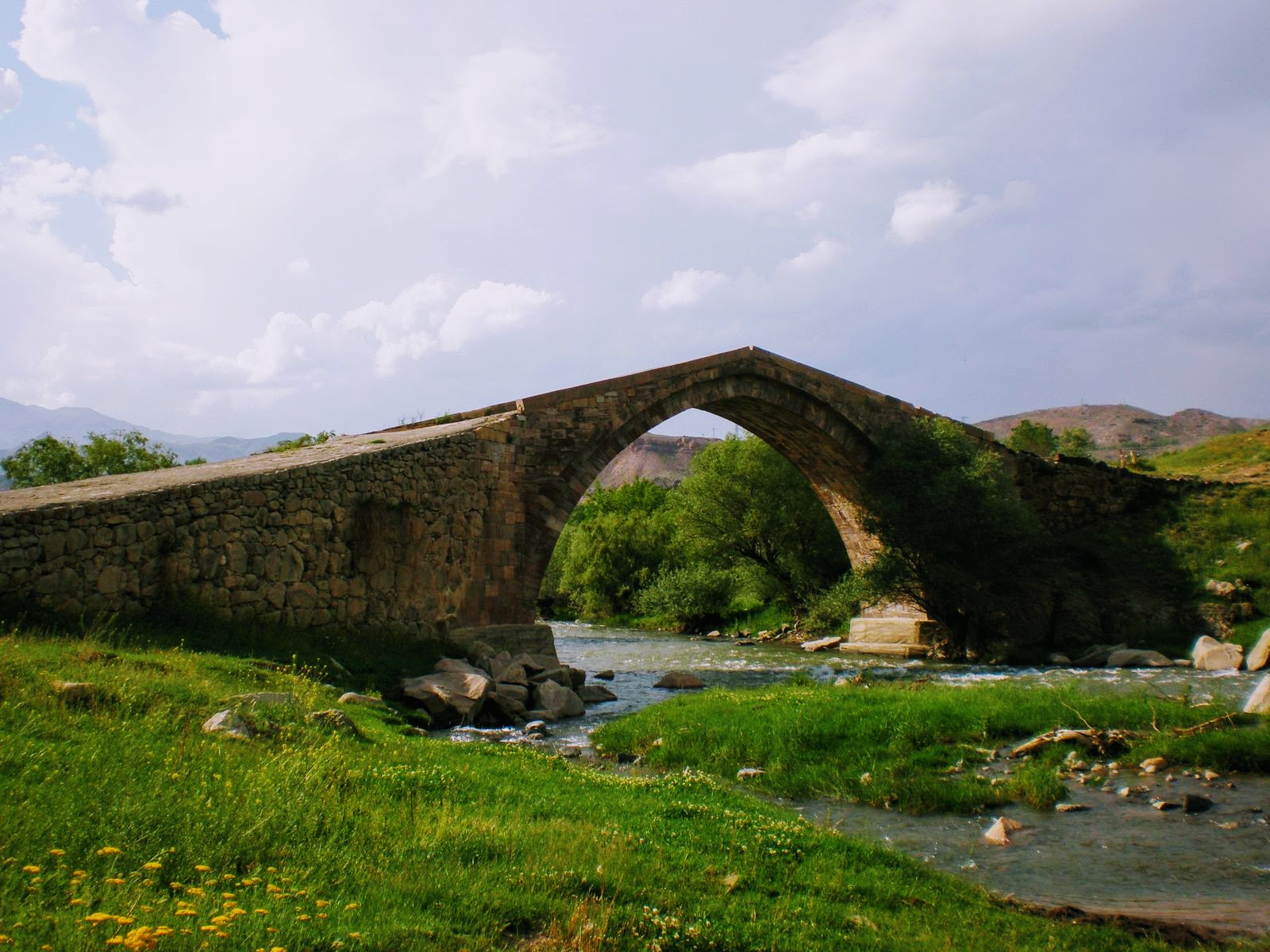
Egy 13. századból való, az Arpa folyón átívelő régi híd Örményországban